# Doreen Wallace
Pour les articles homonymes, voir Wallace.
Doreen Wallace, C.M., est une professeure canadienne, originaire de Fredericton, au Nouveau-Brunswick. Elle est l'ancienne présidente de la New Brunswick Alcoholism and Drug Dependency Commission et professeur en sciences de la santé à l'Université du Nouveau-Brunswick, où elle a élaboré le programme. Elle donne des ateliers et des séminaires et fait la promotion de la santé, notamment lors de campagnes anti-tabac et des programmes d'enseignement des premiers soins. Elle est faite membre de l'ordre du Canada en 1992.